# 幻冬舍
幻冬舍（日語：幻冬舎、げんとうしゃ）是日本的一間出版社，總部位於東京都澀谷區。

## 沿革
- 1993年11月12日 - 成立於東京都新宿區。[来源请求]
- 2001年10月1日 - 子公司幻冬舍Comics成立。[来源请求]
- 2003年1月30日 - 公司股票上櫃。
- 2011年3月16日 - 退市。

## 發行雜誌
- 發行中
  - 《GINGER》（ジンジャー）
  - 《GOETHE》（ゲーテ）
  - 《PONTOON》（パピルス）月刊PR誌。
  - 《小說幻冬》（小説幻冬）
- 已停刊
  - 《GINGER L。》（ジンジャー エール）
  - 《papyrus》（パピルス）

## 漫畫雜誌・Web漫畫雜誌
- Comic Birz
- WebコミックGENZO
  - スピカ (雑誌)
  - 幻蔵
  - MAGNA

## 外部連結
- （日語）幻冬舎 （页面存档备份，存于）
- （日語）http://www.gentosha-mc.com/ （页面存档备份，存于）
- （日語）http://www.gentosha-r.com/ （页面存档备份，存于）
- （日語）
- （日語）http://www.gentosha-comics.net/ （页面存档备份，存于）
- （日語）http://webmagazine.gentosha.co.jp/outlaw/ （页面存档备份，存于）
- （日語）http://webmagazine.gentosha.co.jp/ （页面存档备份，存于）
- （日語）